# Бабушкіна Олеся Олександрівна
Оле́ся Олекса́ндрівна Ба́бушкіна (біл. Alesya Babushkina, 30 січня 1989) — білоруська гімнастка, олімпійська медалістка. Заслужений майстер спорту Республіки Білорусь з художньої гімнастики.
Випускниця Білоруського державного педагогічного університету імені Максима Танка.

## Виступи на Олімпіадах
| Олімпіада  | Дисципліна | Місце |
| ---------- | ---------- | ----- |
| Пекін 2008 | групові    | 3     |